# Józef Gałęzowski (architekt)
Józef Gałęzowski (ur. 28 stycznia 1877 w Trojanach, zm. 1 marca 1963 w Krakowie) – polski architekt i malarz.

## Życiorys

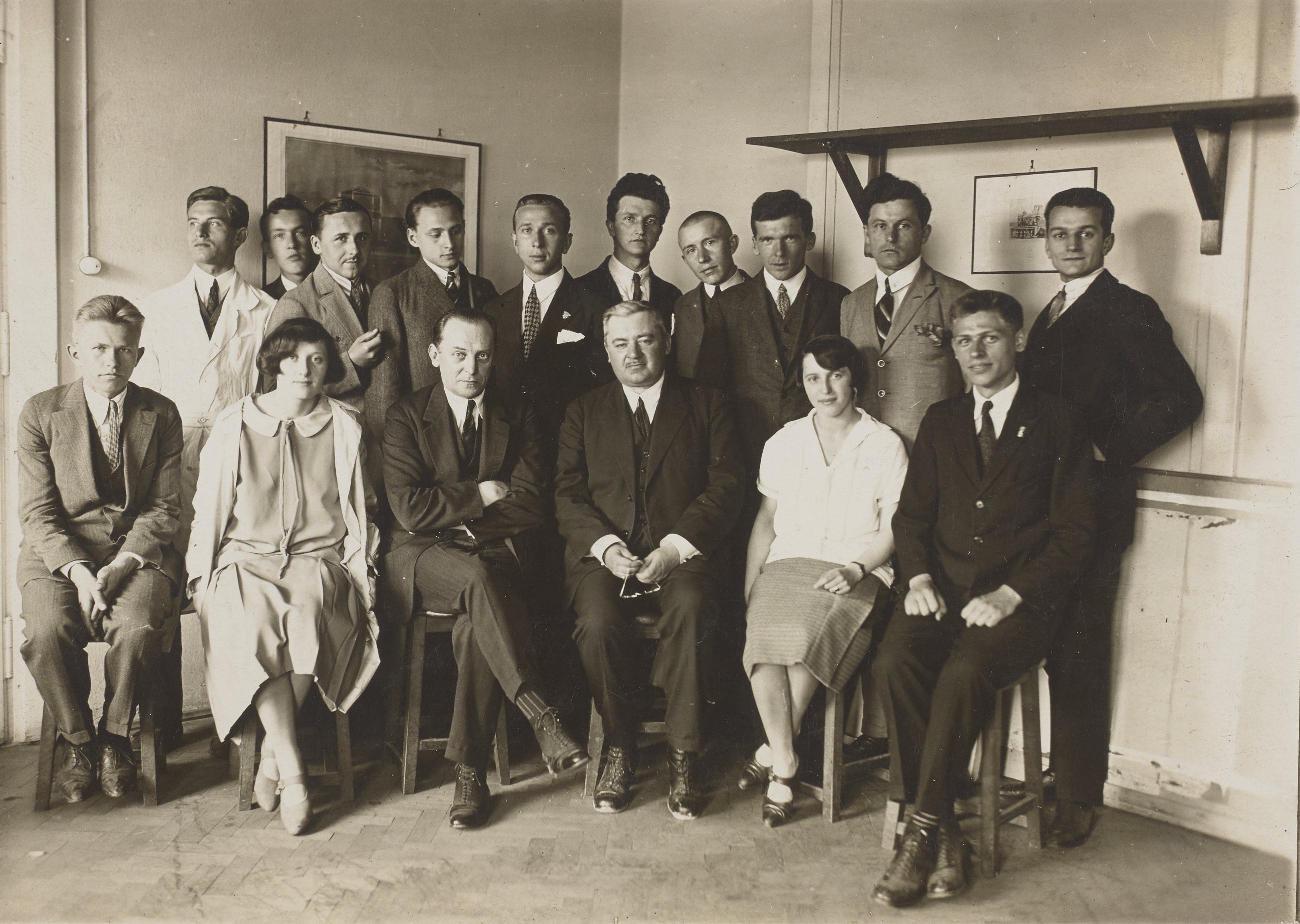
Architekci Adolf Szyszko-Bohusz (siedzi, czwarty z lewej) i Józef Gałęzowski (siedzi, trzeci z lewej) ze studentami. Pośród nich są Rela Schmeidler (siedzi, druga od prawej) i Stanisław Dziewulski.

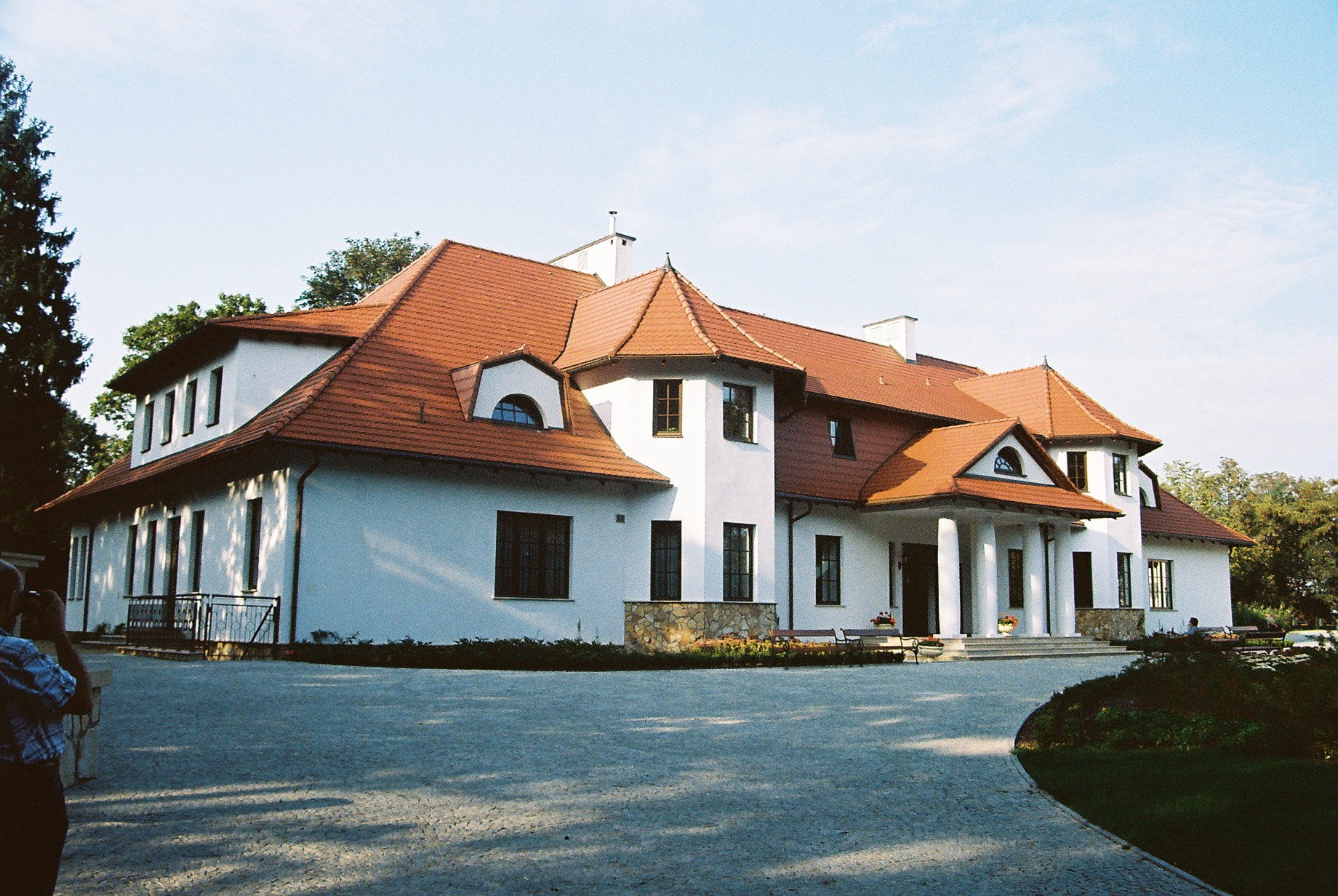
Dworek w Opinogórze

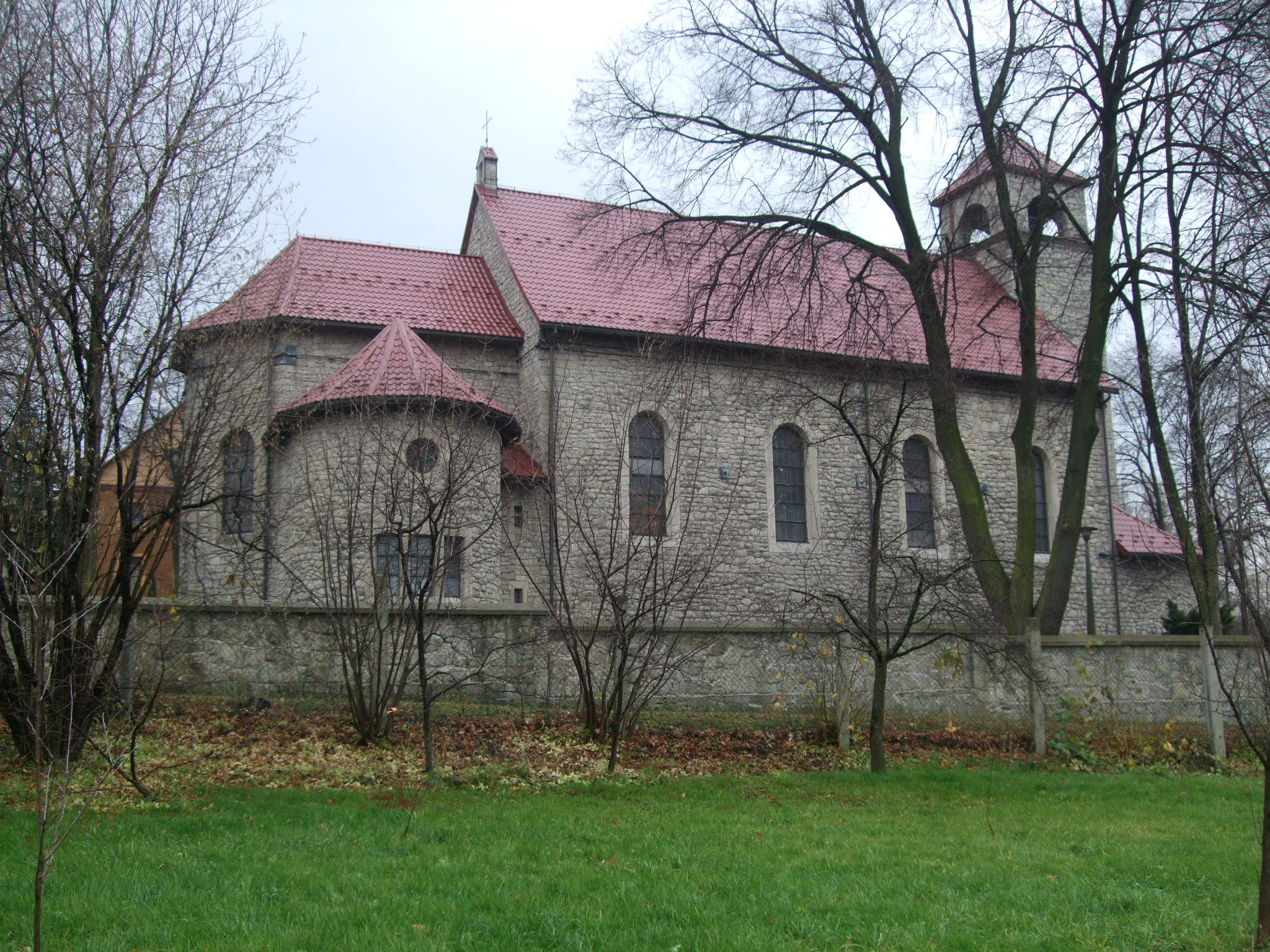
Kościół w Byczynie

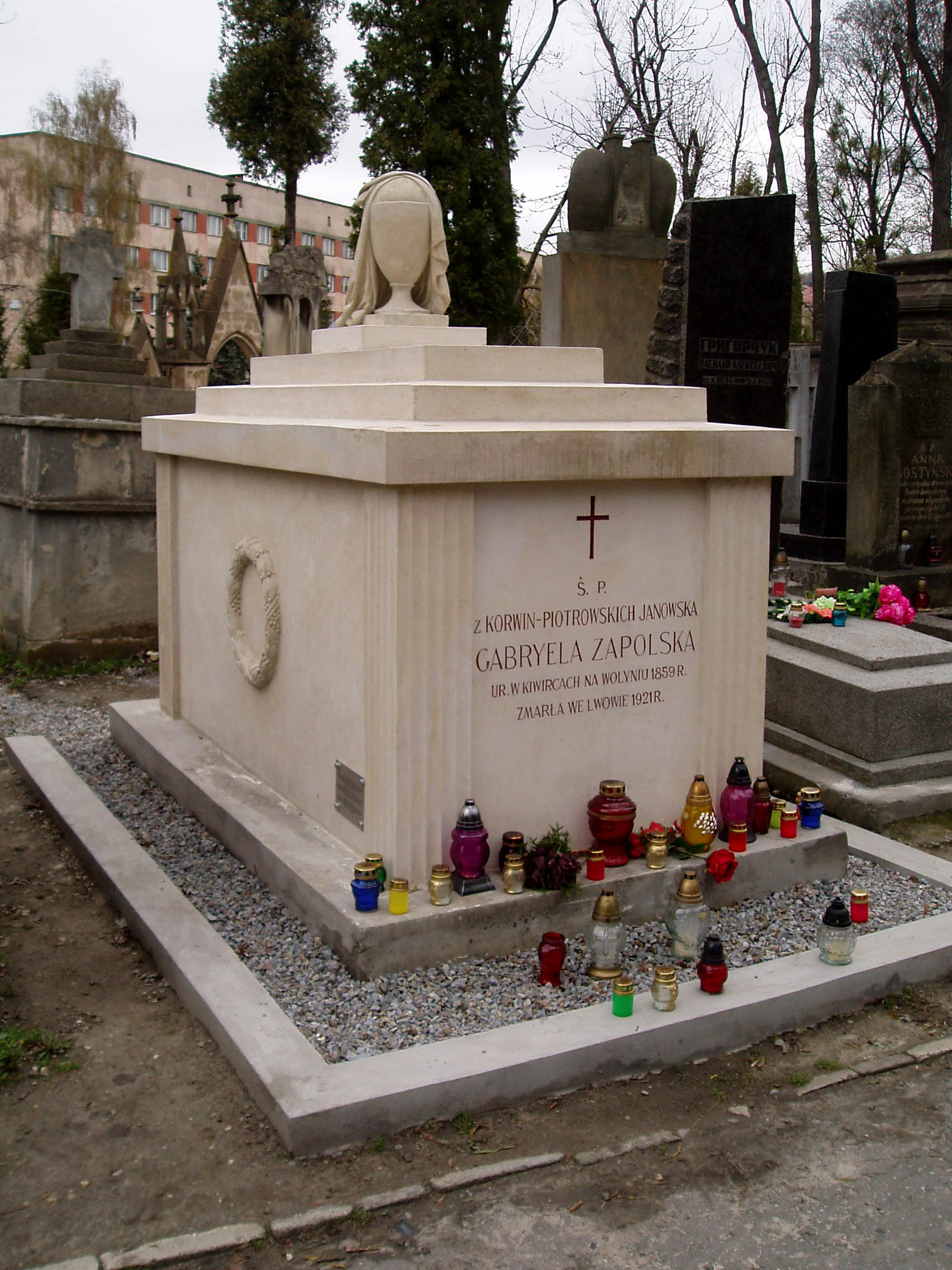
Sarkofag Gabrieli Zapolskiej

Urodził się 28 stycznia 1877 w Trojanach k. Warszawy, w rodzinie Juliana i Marii ze Strachockich. W 1899 podjął studia architektury w Szkole Politechnicznej we Lwowie. Od 1900 do 1901 uczył się malarstwa w prywatnej szkole Stanisława Grocholskiego w Monachium, po czym od 1902 studiował na Uniwersytecie Technicznym w Dreźnie i tam ukończył studia architektury w 1909. Od 1909 do 1911 był profesorem Szkoły Sztuk Pięknych w Warszawie. Od 1911 przebywał w Krakowie, gdzie od 1913 i w całym okresie II Rzeczypospolitej do 1939 był profesorem na Akademii Sztuk Pięknych w Krakowie. W roku akademickim 1919/1920 i 1921/1922 był rektorem tej uczelni.
Po zakończeniu II wojny światowej w 1945 ponownie został profesorem krakowskiej ASP. Ponadto w okresie Polskiej Rzeczypospolitej Ludowej był kierownikiem Katedry Kompozycji Architektonicznej dla studentów kierunków politechnicznych Akademii Górniczej oraz od 1946 na Politechnice Krakowskiej.
Kierował redakcją publikacji pt. Odbudowa polskiego miasteczka. Projekty domów. Należał do Towarzystwa Artystów Polskich „Sztuka”, Stowarzyszenia Architektów Polskich, Związku Polskich Artystów Plastyków, Klubu Rotary.
Jego żoną od października 1905 była Jadwiga, także malarka. Ich syn Stanisław (1903–1945), również został architektem, był uczestnikiem powstania warszawskiego.
Zmarł w Krakowie, pochowany na cmentarzu Rakowickim.

## Projekty i dzieła
- Budynki użyteczności publicznej:
  - budynek Towarzystwa Kredytowego Ziemskiego w Mińsku Litewskim,
  - restauracja „Drozdowo” w Częstochowie,
  - wnętrze kawiarni Grand Hotel w ramach Galerii Luxenburga[7],
  - gmach Wyższego Studium Handlowego przy ulicy Henryka Sienkiewicza 5 w Krakowie z lat 1926–1928 (obecnie Wydział Towaroznawstwa Uniwersytetu Ekonomicznego w Krakowie),
  - plan rozbudowy Instytutu Balneologii w Krakowie w latach 1945–1947 (obecnie Oddział reumatologiczny Szpitala Specjalistycznego im. J. Dietla przy ul. Focha 33),
  - projekt przebudowy szkół powszechnych: XX Żeńska im. św. Jadwigi i XXIV Męska im. Jana Kochanowskiego z lat 30.[8],
  - projekt Studium Pedagogiczne Uniwersytetu Jagiellońskiego przy ul. Władysława Reymonta 4 w Krakowie z lat 30. – niezrealizowany[9].
- Dwory:
  - Opinogóra zwycięski projekt w konkursie z 1904 – pierwotnie niezrealizowany[10][11], wykonany po ponad 100 latach od 2006 do 2008[12][13], obecnie w ramach Muzeum Romantyzmu w Opinogórze,
  - Chodorów,
  - Hodle,
  - Dwór Habichta w Przeworsku (prawdopodobnie)
  - Rozbudowa dworu w Skrzeszowicach.
- Wille:
  - wille przy ul. Jana Zamoyskiego 80 i 83 w Krakowie[14],
- Pałace:
  - pałac Maksymiliana Rutkowskiego w Bronowicach Wielkich (1926-1930, obecnie mieści Instytut Farmakologii PAN przy ulicy Smętnej 12)[15]
  - Muzeum Rodu Estreicherów, Strat Kultury i Rewindykacji w Krakowie przy ul. Sarnie Uroczysko 15,
  - plan rozbudowy Pałacu Lubomirskich w Przeworsku z 1920[16], wykonana została kordegarda i brama wjazdowa w 1923.
- Kamienice (ul. Warszawska 1 w Krakowie).
- Kościoły i obiekty sakralne:
  - kościół Najświętszego Serca Pana Jezusa przy parafii pod tym wezwaniem w Jaworzno-Byczynie z 1930[17],
  - projekt odbudowy kościoła pod wezwaniem Matki Boskiej Bolesnej w Kroczewie z 1911 – niezrealizowany[18],
  - Kaplica Najświętszego Serca Pana Jezusa w Załucznem[19],
  - Kapliczka na terenie posiadłości prof. dr Arnolda Bollanda w Rżące z 1930[20].
- Osiedla (Brześć Kujawski).
- Sanatoria (np. Dom Zdrojowy w Druskienikach, Akademickie Sanatorium Przeciwgruźlicze na Gubałówce z 1929).
- Monumenty na nekropoliach:
  - sarkofag Gabrieli Zapolskiej na cmentarzu Łyczakowskim we Lwowie,
  - pomnik ułanów rokitniańskich z 1915 na cmentarzu Rakowickim w Krakowie[21].
- Architektura Zakopanego[22][23].
- Pawilony na Wystawę Przemysłowo-Rolniczą w Częstochowie[24].

W okresie II Rzeczypospolitej Józef Gałęzowski i Adolf Szyszko-Bohusz stworzyli ideę Alej Trzech Wieszczów w Krakowie i pomysł dzielnicy oplatającej Błonia krakowskie.

## Ordery i odznaczenia
- Order Sztandaru Pracy I klasy
- Krzyż Komandorski Orderu Odrodzenia Polski (11 listopada 1937)[26]
- Medal 10-lecia Polski Ludowej (15 stycznia 1955)[27]
- Złota Odznaka SARP (1955)[28]
- Srebrna Odznaka SARP (1953)[28]

## Nagrody
- Nagroda artystyczna miasta Krakowa (1945)
- Nagroda Państwowa I stopnia za całość twórczej działalności architektonicznej oraz wykształcenie licznego zastępu młodych architektów Polski Ludowej (1955)[29]
- Nagrody w konkursach architektonicznych

## Upamiętnienie
- W 1988 imieniem Józefa Gałęzowskiego nazwano ulicę w krakowskiej dzielnicy Opatkowice.
- Pamiątki po Józefie Gałęzowskim, w tym odznaczenia i odręczne rysunku, trafiły do Muzeum Architektury we Wrocławiu[30].